# Antepasto

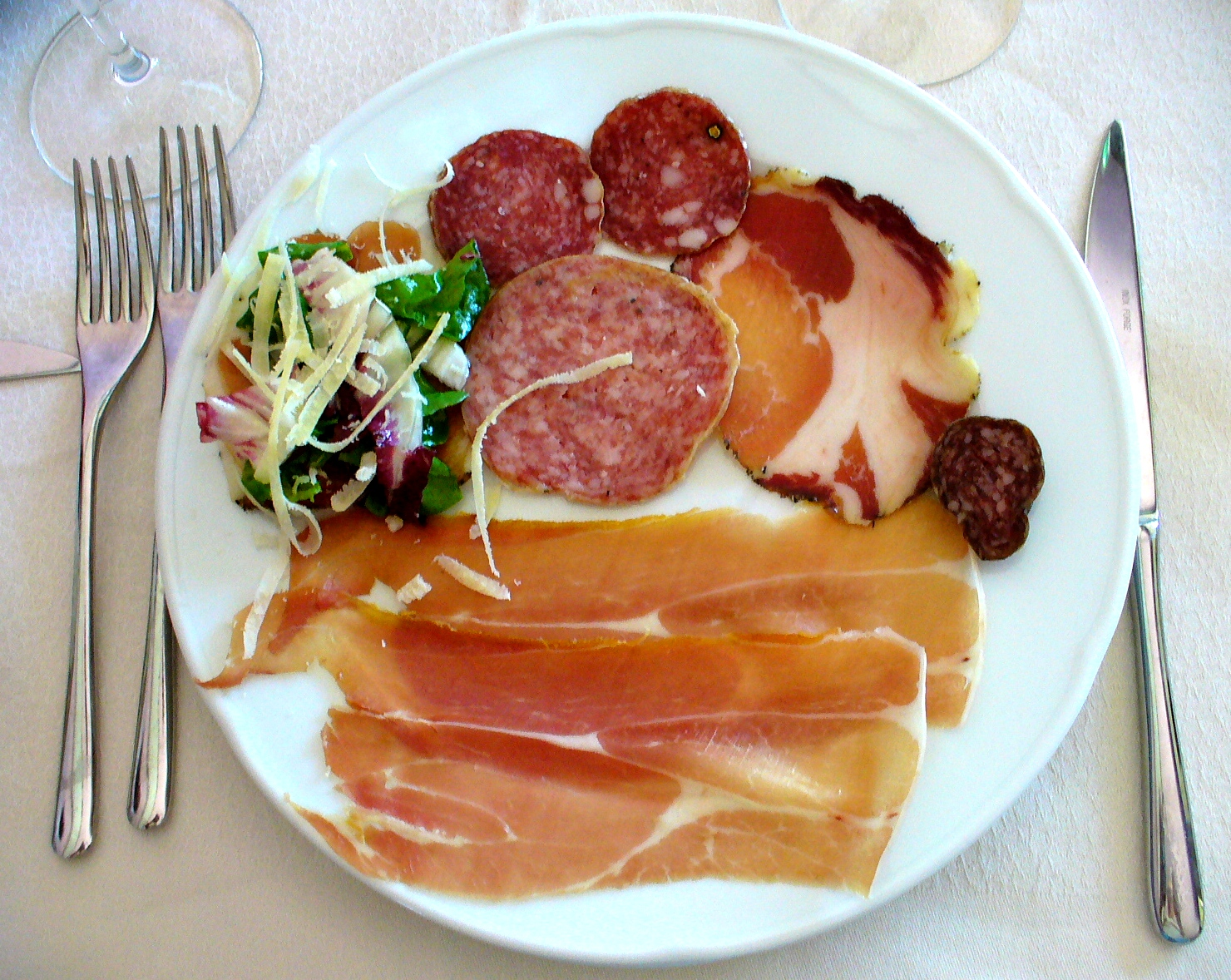
Prato de Antipasto all'italiana com salame, salmão, rosbife e salada.

Antepasto (plural, antipasti em italiano) significa "antes da refeição" é o conjunto de iguarias servidas antes da refeição.
É tradicionalmente o primeiro prato na gastronomia italiana formal e inclui carnes curadas, azeitonas, alho assado, pepperoncini, cogumelos, anchovas, corações de alcachofra, queijos diferentes (por exemplo, provolone ou muçarela) e peperone (pimentões marinados pequenos).
O antepasto é geralmente servido com grissini ou fatias de pão acompanhados de azeite de oliva.

## Tipos de antepastos
- A Tapenade de Azeitonas é um prato típico do sul da França, região da Provence. Composta por uma mistura de azeitonas, com alcaparras ou anchovas, tudo macerado e misturado com um excelente azeite de oliva. Além de poder ser servida com um pãozinho quente ou torradas, pode ser usada como molho para massas ou mesmo acompanhando batatas ou uma carne branca.
- A Caponata de Berinjela é um antepasto típico da Sicília, que consiste em berinjelas salteadas em um delicioso refogado de tomates, pimentões, alho e cebolas em azeite, temperada com alcaparras, um toque de vinagre e açúcar, além de ervas diversas e outros ingredientes à gosto. É servida para acompanhar pratos de peixe, como recheio de pizza, ou como um prato leve, levado ao forno ou servido frio.
- O Pesto alla Genovese é um molho italiano, originário de Gênova, norte da Itália. É composto tradicionalmente de folhas de manjericão moídas com pinolis, alho e sal, queijo parmesão ou pecorino ralados, misturados com azeite extra virgem e temperado com pimenta preta. O mais importante é que os ingredientes devem ser moídos num almofariz de mármore com a mão de madeira, começando por moer o manjericão com sal grosso marinho e juntando depois os outros ingredientes; esta é a origem do nome do molho – moer, em língua italiana, diz-se “pestare”. O pesto pode ser servido apenas com uma massa, acompanhando uma salada ou outra preparação.
- O Pesto alla Siciliana, é uma outra deliciosa variedade de pesto, também conhecido como pesto rosso (vermelho), é um molho que traz o puro sabor da região mediterrânea da Sicília. Com a adição de tomates secos, leva também alho, parmesão, castanhas, pinolis, manjericão e azeite extravirgem. Servido com pão italiano, como um patê, fica também perfeito com todos os tipos de massas, trazendo um molho com bela cor e bastante rico em sabor. Acompanha sanduíches e fica excelente com bruschettas.
- O Relish de Pepino Agridoce é uma versão do picles americano, com a crocância e sabor de uma conserva de pepinos adocicada, com especiarias.